# Музеї Сімферопольського району
| Назва                                                          | Місцезнаходження             | Короткий опис | Зображення |
| -------------------------------------------------------------- | ---------------------------- | --- | ---------- |
| Спелеологічний музей                                           | Біля печери Еміне-Баїр-Хосар | Музей присвячений історії спелеоклубу Сімферополя. До експозиції увійшли перші підручники з спелеології, інструменти спелеологів, рідкісні мінерали, а також копалини, знайдені під час експедицій в печерах. |            |
| Музей імені Миколи Островського                                | Молодіжне                    | Відкритий у 1992 році |            |
| Музей агропромислового коледжу                                 | Маленьке                     | Відкритий у 1978 році |            |
| Музей бойової і трудової слави села Новоандріївка              | Новоандріївка                | Відкритий у 1987 році |            |
| Музей бойової і трудової слави села Широке                     | Широке                       | Відкритий у 1985 році |            |
| Музей декоративно-ужиткового мистецтва                         | Скворцове                    | Відкритий у 1979 році |            |
| Музей радгоспу імені Дзержинського                             | Мирне                        | Відкритий у 1988 році |            |
| Музей бойової і трудової слави села Партизанське               | Партизанське                 | Відкритий у 1986 році |            |
| Музей історії Військово-повітряних Сил Чорноморського флоту РФ | Гвардійське                  | Відкритий у 1978 році |            |